# Попов, Александр Григорьевич
Алекса́ндр Григо́рьевич Попо́в (24 декабря 1917, Курганский уезд, Тобольская губерния — 30 апреля 2004, Москва) — полковник Советской Армии, Герой Советского Союза (1943).

## Биография
Александр Попов родился 24 декабря 1917 года в крестьянской семье в деревне Степной (Соловьи) Куреинской волости Курганского уезда Тобольской губернии Российской Советской Республики. Решением Курганского облисполкома № 205 от 30 марта 1976 года д. Степная Саратовского сельсовета Макушинского района Курганской области исключена как сселившаяся; ныне территория деревни входит в Макушинский муниципальный округ Курганской области. Русский.
С десяти лет жил в городе Усть-Каменогорске Казахской ССР. В 1941 году окончил 4 курса Казахского государственного университета имени С. М. Кирова по специальности «биолог».
В Рабоче-крестьянской Красной Армии с июня 1941 года. В 1942 году окончил ускоренный курс Алма-Атинского военного пехотного училища. Одновременно с учёбой в училище заочно завершил учёбу в университете, и после сдачи государственных экзаменов получил диплом биолога.
Участник Великой Отечественной войны с мая 1942 года, призван Сталинским РВК, г. Алма-Ата. Боевое крещение лейтенант Александр Попов получил 12 мая 1942 года под Харьковом в должности старшего адъютанта батальона. Сражался на Юго-Западном, Сталинградском, Воронежском, Степном и других фронтах. Принимал участие в Сталинградской и Курской битве, в форсировании Днепра.
Начальник штаба 209-го гвардейского стрелкового полка (73-я гвардейская стрелковая дивизия, 7-я гвардейская армия, Степной фронт) гвардии майор Александр Попов в ночь на 25 сентября 1943 года, заменяя погибшего командира полка, умело организовал форсирование Днепра стрелковыми подразделениями в районе села Бородаевка Верхнеднепровского района Днепропетровской области Украины. На захваченном плацдарме успешно командовал подразделениями при отражении контратак врага.
Указом Президиума Верховного Совета СССР от 26 октября 1943 года за образцовое выполнение боевых заданий командования на фронте борьбы с немецко-фашистскими захватчиками и проявленные при этом мужество и героизм гвардии майору Попову Александру Григорьевичу присвоено звание Героя Советского Союза с вручением ордена Ленина и медали «Золотая Звезда» (№ 1363).
Затем принимал участие в Ясско-Кишиневской операции, в освобождении Румынии, Болгарии, Венгрии, столицы Югославии — города Белград. Боевой путь закончил в Берлине.
После войны он продолжал службу в рядах Вооружённых Сил СССР. Окончил Военную академию имени М. В. Фрунзе. По решению командования был направлен для прохождения дальнейшей службы во вновь создаваемый Степной военный округ в Алма-Ату на должность помощника начальника отдела оперативной подготовки штаба округа. Затем служил в Туркестанском военном округе.
Член ВКП(б) с 1947 года, в 1952 году партия переименована в КПСС.
В 1952 году окончил Военно-дипломатическую академию. Служил в Главном разведывательном управлении (ГРУ) Генерального штаба. С 1964 года был преподавателем в Военном институте иностранных языков. С 1974 года полковник А. Г. Попов — в запасе.
Жил в Москве на улице Народного ополчения. До выхода на пенсию работал в Министерстве автомобильного транспорта РСФСР. Принимал активное участие в общественной работе, возглавлял Московскую центральную территориальную группу Совета ветеранов 73-й гвардейской стрелковой дивизии. В 1985 году перенёс инсульт.
Александр Григорьевич Попов умер 30 апреля 2004 года. Похоронен на Красногорском кладбище (кладбище ЗАО «Горбрус») Красногорского района Московской области, ныне городской округ Красногорск той же области, участок № 18а.

## Награды
- Герой Советского Союза, 26 октября 1943 года[3][4]
  - орден Ленина № 15765;
  - Медаль «Золотая Звезда» № 1363;
- Орден Отечественной войны I степени, 6 апреля 1985 года[5];
- Орден Красной Звезды, трижды: 30 сентября 1942 года[6], 25 апреля 1943 года[7], 30 декабря 1956 года;
- 22 медали, в числе которых:
  - Медаль «За боевые заслуги», 19 ноября 1951 года
  - Медаль «В ознаменование 100-летия со дня рождения Владимира Ильича Ленина»;
  - Медаль «За оборону Сталинграда»;
  - Медаль «За победу над Германией в Великой Отечественной войне 1941—1945 гг.»;
  - Медаль «За освобождение Белграда»

## Семья
- Отец — Григорий Егорович Попов.
- Мать — Варвара Терентьевна Попова.
- Супруга — Лидия Александровна Попова (1923 г. рожд.), во время Великой Отечественной войны — военфельдшер, после войны — библиотекарь.
  - Сын — Юрий Александрович Попов (1943 г. рожд.), военнослужащий.
  - Дочь — Жихарева Ольга Александровна (1957 г. рожд.), библиотекарь. Внук — Жихарев Александр Сергеевич (1981 г. рожд.).